# زنگ‌آباد (پیرانشهر)
زنگ آباد، روستایی است از توابع بخش مرکزی و در شهرستان پیرانشهر استان آذربایجان غربی ایران.

## جمعیت
این روستا در دهستان لاهیجان قرار داشته و بر اساس سرشماری سال ۱۳۸۵ جمعیت آن ۳۸۹ نفر (۶۵ خانوار)
بوده‌است.